# Eugénie Dossa Quenum
Eugénie Dossa Quenum est une écrivaine, psychologiste et ingénieur béninoise en biotechnologie. Enseignante chercheuse en sciences politiques et sociales, elle intervient sur plusieurs sujets tels que l'économie, la santé et la paix.

## Biographie

### Enfance, éducation et débuts
Née d'une fratrie de quatre enfants, elle commence l'école à l'âge de 8 ans. Elle a un diplôme en administration et économie de la santé.

### Carrière
Eugénie devient biologiste, ingénieur en biotechnologie et psychologue Interculturelle. Enseignante chercheuse, elle intervient dans les domaines comme l’économie, la santé, l’éducation, la paix. En 1905, elle publie ses œuvres intitulées: Gény, petit ange sorcier du Bénin et Le fabuleux destin de Geny. En 2017, elle sort son livre du nom de  La puissance des liens invisibles et les petits secrets de la vie.  Chargée de recherches en biologie moléculaire et virologie, elle a contribué à des avancées dans la compréhension des mécanismes biologiques au niveau moléculaire. 

### Militantisme et Affiliation
Partie étudier en France, elle milite dans l’Union Générale des Elèves et Etudiants du Dahomey (U.G.E.E.D), dans l’Association des Etudiants du Dahomey (A.E.D), ainsi qu’à la Fédération des Etudiants d’Afrique Noire en France (F.E.A.N.F). 
Elle est également membre de Médecins du Monde assurant ainsi des missions d’urgence d’épidémiologie et de développement en santé partout où ses compétences sont sollicitées. Après avoir adhéré à la Ligue internationale de femmes pour la liberté et la paix, elle y intervient sur plusieurs sujet notamment sur la démocratie et la paix.  

## Livres de l'auteur
- Les comètes de Sô Ava, publié en 2017 aux éditions IDL, Godomey-Cotonou-BeninEugénie Dossa-Quenum, Les comètes de Sô Ava, Les Éditions IDL, 2017 (ISBN 978-2-9558598-1-0)[10];
- Sur les traces d'Ésope : contes du Bénin et d'Afrique[11];
- 1905 : Gény, petit ange sorcier du Bénin[4] et Le fabuleux destin de Geny[5]
- 2017 : La puissance des liens invisibles et les petits secrets de la vie parut en 2017[6].